# Лантух Валерій Васильович
Лантух Валерій Васильович (нар. 23 червня 1950, Ленінград, РРФСР) — український історик, економіст, педагог. Доктор історичних наук (1995), професор (2002).

## Біографія
Валерій Васильович Лантух народився 23 червня 1950 року в Ленінграді. Закінчив Краматорську середню школу № 22. У 1967 році вступив на історичний факультет Харківського державного університету ім. М. Горького. Під час навчання очолював студентське наукове товариство факультету. Отримував перемоги на обласних і республіканських конкурсах студентських наукових робіт. Ленінський стипендіат університету. У 1972 році з відзнакою закінчив навчання і був рекомендований до аспірантури. У 1972—1974 роках навчався в аспірантурі на кафедрі історії СРСР. В 1974 році був обраний на посаду викладача цієї кафедри і переведений до заочної аспірантури. У 1976 році захистив кандидатську дисертацію «Перший Всеросійський з'їзд Рад робітничих і солдатських депутатів» (наук. керівник — проф. С. М. Королівський).
З 1977 року працював старшим викладачем, у 1980 році обіймав посаду доцента кафедри історії СРСР. У 1978—1988 роках був секретарем партійного бюро історичного факультету факультету.
У 1995 році захистив дисертацію на здобуття наукового ступеня доктора історичних наук «Торгівля в Україні в 1921—1932 рр.». Від 1996 року обіймав посаду професора кафедри історії Росії.
У 2002 році отримав вчене звання професора. У тому ж році нагороджений знаком «Відмінник освіти України».
У 2000—2005 роках обіймав посаду завідувача кафедри економічної історії, теорії та менеджменту Харківської державної академії культури (за сумісництвом). Здійснював керівництво науковими роботами аспірантів. Підготував 7 кандидатів історичних, філософських та економічних наук і одного доктора економічних наук.
У 2007 році з відзнакою закінчив економічний факультет ХНУ ім. В. Н. Каразіна.
Від 2012 року обіймав посаду ректора Краматорського економічно-гуманітарного інституту. Досліджує економічну історію України, розвиток науки і наукових шкіл у Харківському університеті, творчу спадщину М. Туган-Барановського.
Входив до складу спеціалізованих вчених рад історичного та економічного факультету ХНУ ім. В. Н. Каразіна.
Науковець був членом редколегії «Вісника Харківського національного університету імені В. Н. Каразіна» (серія «Історія»); міжвідомчого збірника наукових праць Інституту економіки НАН України «Історія народного господарства і економічної думки України» (Київ).
Заступник голови Харківського наукового товариства ім. М. І. Туган-Барановського.
Працює на кафедрі краєзнавчо-туристичної роботи, соціальних і гуманітарних наук Української інженерно-педагогічної академії.

## Основні праці
- Университет в 1946—1980 гг. / В. Н. Довгопол, И.-Ш. Х. Черномаз … В. В. Лантух и др. // Харьковский государственньїй университет, 1805—1980 : ист. очерк. — Xарьков, 1980. — С. 93—151.

- Лантух В. В. Становление и развитие торговли на Украине в 1921—1932 гг. — Xарьков: Основа, 1992. — 197 с.

- Лантух В. В. Місце і роль державної роздрібної торгівлі в обслуговуванні населення України в роки НЕПу / В. В. Лантух // Вісник Харківської державної академії культури: зб. наук. пр. / Харків. держ. акад. культури ; [редкол.: Н. М. Кушнаренко (відп. ред.) та ін.]. — Харків: ХДАК, 2001. — Вип. 6. — С. 128—133.
- Лантух В. В. Український період життя і творчості видатного економіста М. І. Туган-Барановського // ВХНУ. — Харків, 2002. — № 578 : Погляди вчених економістів на розвиток України: минуле, теперішню, майбутню. — С. 6—11.

- Лантух В. В. Місце приватної торгівлі в сімейному бюджеті населення України в роки НЕПу / В. В. Лантух // Вісник Харківської державної академії культури. — Харків: ХДАК, 2002. — Вип. 9. — С. 33-39.
- Розвиток науки в університеті другої половини 50—80-х рр. // Харківський національний університет ім. В. Н. Каразіна за 200 років / [В. С. Бакіров, В. М. Духопельников, Б. П. Зайцев та ін. — Xарків, 2004. — Розд. 8, § 2. — С. 477—527.
- Лантух В. В. Державне регулювання торгівлі в Україні (20-ті — початок 30-х рр. ХХ ст.): історико-економічне дослідження. — Полтава: РВВ ПУЕТ, 2011. — 293 с.